# Violação de dados
Uma violação de dados ou vazamento de dados é uma violação da segurança, na qual dados sensíveis, protegidos ou confidenciais são copiados, transmitidos, vistos, roubados ou utilizados por um indivíduo não autorizado para o fazer.Outros termos são divulgação não intencional de informação, fuga de dados, fuga de informação, e derrame de dados. Os incidentes variam desde ataques concertados por indivíduos que pirateiam para ganho pessoal ou malícia (chapéus pretos), crime organizado, activistas políticos ou governos nacionais, até segurança de sistema mal configurada ou eliminação descuidada de equipamento informático usado ou meios de armazenamento de dados. As fugas de informação podem variar desde assuntos que comprometem a segurança nacional, até informações sobre acções que um governo ou oficial considera embaraçosas e quer esconder. Uma violação deliberada de dados por uma pessoa privada da informação, tipicamente para fins políticos, é mais frequentemente descrita como uma "fuga".